# Lynchage de Michael Donald
Le lynchage de Michael Donald à Mobile, Alabama le 21 mars 1981, est l'un des derniers cas de lynchages signalés aux États-Unis. Plusieurs membres du Ku Klux Klan (KKK) passent à tabac Michael Donald, un jeune adulte Afro-Américain, avant de lui trancher la gorge et de suspendre son cadavre à un arbre.
Un des auteurs, Henry Hays, est condamné à la peine de mort en 1984 et exécuté sur la chaise électrique en 1997. Un autre, James Knowles, mineur au moment des faits, est condamné à l'emprisonnement à perpétuité en 1985 après avoir plaidé coupable et témoigné contre Hays dans le cadre d'une négociation de peine. Un troisième homme est reconnu coupable du meurtre et pareillement condamné à l'emprisonnement à perpétuité en 1989 et un quatrième (le père de Hays), suspecté d'être le commanditaire du lynchage, est décédé deux mois avant l'ouverture de son procès.
L'exécution de Hays est la première en Alabama depuis 1913 pour le crime d'un Blanc sur un Noir. C'est la seule exécution d'un membre du KKK au cours du XXe siècle pour le meurtre d'un Afro-Américain. La mère de Donald a intenté une action civile contre les United Klans of America (UKA), dont les assaillants faisaient partie. En 1987, un jury lui a accordé des dommages-intérêts de 7 millions de dollars, ce qui a mis l'organisation en faillite. Cela a créé un précédent pour une action civile en dommages-intérêts contre d'autres groupes racistes.

## Michael Anthony Donald
Michael Anthony Donald (24 juillet 1961-21 mars 1981) est né à Mobile de David et Beulah Mae Donald (en) (née Greggory). Il est le plus jeune de leurs six enfants. Il grandit dans une ville et un État influencés par l'adoption du Civil Rights Act de 1964 qui met fin à des décennies de ségrégation raciale aux États-Unis et du Voting Rights Act de 1965 qui garantit le droit de vote des Afro-Américains, leur donnant à nouveau l'occasion de participer à la politique du Sud. Leur capacité à s'inscrire pour voter signifie qu'ils sont désormais sélectionnables pour faire partie des jurys populaires. En 1981, Michael Donald étudiait dans un cursus technique, tout en travaillant au Press-Register (en), un journal local.

## Contexte et meurtre
En 1981, Josephus R. Anderson, un Afro-Américain accusé du meurtre d'un policier blanc à Birmingham, alors qu'il commettait un vol, est jugé à Mobile, où l'affaire avait été déplacée.
Lors d'une réunion à Mobile avant l'annonce du verdict d'Anderson, les membres de l'Unit 900 des United Klans of America se plaignent que le jury n'avait pas condamné Anderson parce qu'il avait des membres afro-américains. Bennie Jack Hays, le deuxième plus haut responsable des UKA en Alabama, aurait déclaré : « si un homme noir peut s'en tirer en tuant un homme blanc, nous devrions pouvoir nous en tirer en tuant un homme noir »,. Après deux autres procès pour meurtre, Anderson a été reconnu coupable de meurtre en 1985 et condamné à la prison à vie. Il a été reconnu coupable d'agression et de vol qualifié lors du deuxième procès.
Les membres du Klan brûlent une croix de trois pieds sur la pelouse du palais de justice du comté de Mobile. Après une réunion, le fils de Bennie Hays, Henry Hays (26 ans), et James Llewellyn « Tiger » Knowles (17 ans), armés d'un pistolet et d'une corde, font le tour de Mobile à la recherche d'une personne noire à attaquer,.
Au hasard, ils repèrent Michael Donald alors qu'il rentrait chez lui après avoir acheté un paquet de cigarettes pour sa sœur, le 20 mars 1981 vers 23 heures. Ils l'attirent vers leur voiture en lui demandant comment se rendre dans un club local, puis forcent Donald à entrer dans la voiture sous la menace d'une arme. Les hommes se rendent dans un autre comté et l'emmènent dans une zone isolée dans les bois. À ce moment, Donald tente de s'échapper, faisant tomber le pistolet de Hays et essayant de courir dans les bois. Les hommes poursuivent Donald, l'attaquent et le battent avec une branche d'arbre. Hays enroule une corde autour du cou de Donald et tire dessus pour l'étrangler tandis que Knowles continuait de battre Donald avec une branche d'arbre. Une fois que Donald a cessé de bouger, Hays lui tranche la gorge trois fois pour s'assurer qu'il était mort. Ils laissent le corps de Donald suspendu à un arbre dans un quartier métis de Mobile. L'arbre était sur la rue Herndon, en face d'une maison appartenant au chef du Klan Bennie Jack Hays, le père de Henry Hays.

## Enquête et procédure judiciaire
Alors que le chef de la police locale soupçonnait le Klan, les policiers ont d'abord arrêté trois suspects en raison de leur possible implication dans un trafic de drogue qui avait mal tourné. La mère de Donald a insisté sur le fait que son fils n'avait pas consommé de drogue. La police a libéré les suspects à l'issue de leur enquête. Beulah Mae Donald (en) contacte alors le militant national des droits civiques Jesse Jackson qui organise une marche de protestation dans la ville et demande des réponses à la police.
Le FBI enquête sur l'affaire et était prêt à clore son enquête mais Thomas Figures, le procureur américain adjoint à Mobile, demande au ministère de la Justice d'autoriser une deuxième enquête. Il travaille en étroite collaboration avec l'agent spécial du FBI James F. Bodman Jr.. Son frère Michael Figures (en), sénateur de l'État et militant des droits civiques, est l'avocat de Beulah Mae Donald et a également encouragé l'enquête. Deux ans et demi plus tard en juin 1983, Henry Hays et James Knowles sont arrêtés. Knowles avoue à Bodman en juin 1983, et des preuves supplémentaires sont révélées lors du procès civil initié par la mère de Donald en 1984. En conséquence, en 1987, Benjamin Franklin Cox, Jr., un chauffeur de camion, est inculpé de complicité. Le père de Henry, Bennie Hays, est également inculpé du meurtre de Donald.

### Poursuite au pénal contre les auteurs

#### Henry Francis Hays
Henry Francis Hays (10 novembre 1954 - 6 juin 1997) est reconnu coupable de meurtre qualifié le 19 décembre 1983. Le jury (composé de 11 Blancs et 1 Noir) se prononce en faveur de l'emprisonnement à perpétuité sans possibilité de libération conditionnelle le 20 décembre 1983, mais le juge Braxton L. Kittrell Jr. infirme son verdict et condamne Hays à la peine de mort le 2 février 1984. Il est alors envoyé dans le couloir de la mort du centre correctionnel de Holman (en) en attente de son exécution, dont la date est d'abord fixée au 30 avril 1984 avant d'être plusieurs fois repoussée. Le 20 août 1985, la Cour d'appel pénale de l'Alabama (en) annule carrément la peine de mort prononcée à son encontre, au motif que le juge Kittrell aurait outrepassé ses prérogatives. Le 26 août 1986, la Cour suprême de l'Alabama (en) rétablit la condamnation à mort par 7 voix contre 2 en affirmant que le juge Kittrell était dans son droit. Le 4 juin 1997, après avoir passé plus de 16 ans à clamer son innocence, Henry Hays avoue au révérend Bob Smith de la NAACP qu'il est coupable du lynchage de Michael Donald. Le surlendemain, il est finalement exécuté sur « Yellow Mama (en) », la fameuse chaise électrique de l'Alabama, après que le gouverneur Fob James ait refusé de lui accorder sa grâce. Ses derniers mots sont « Je t'aime » qu'il prononce en sanglotant et adresse à son frère Raymond et à celui de sa victime, Stanley. Du fait qu'il est un ancien vétéran de l'armée, il est inhumé avec les honneurs militaires au cimetière national de Mobile, la polémique qui s'ensuit pousse le Congrès à légiférer pour prévenir ces situations. Son exécution constitue un moment important de l'histoire de l'Alabama puisque c'est la première fois depuis la pendaison d'Arthur Jones et William Watson le 21 mars 1913 que l'État met à mort un Blanc pour un crime commis contre un Noir. Hays reste à ce jour le seul membre connu du KKK à avoir été exécuté au XXe siècle pour le meurtre d'un Afro-Américain.

#### James Llewellyn «Tiger» Knowles
James Llewellyn « Tiger » Knowles est également reconnu coupable de meurtre, à la fin du procès, il avait 21 ans. Le 11 avril 1985, il est condamné à l'emprisonnement à perpétuité par William Brevard Hand (en), le juge en chef de la cour de district des États-Unis pour le district méridional de l'Alabama (en). Il évite la peine de mort en plaidant coupable et en témoignant contre Hays au procès. Knowles avait précédemment déclaré que l'assassinat avait été fait « pour montrer la force du Klan en Alabama ». Il bénéficie d'une libération conditionnelle depuis 2010.

#### Benjamin Franklin Cox Jr.
Benjamin Franklin Cox Jr. est le beau frère de Henry Hays et un chauffeur de camion de Mobile ayant fourni la corde utilisée pour pendre Michael Donald. En décembre 1984, il est inculpé de complot d'assassinat (en) mais n'est pas condamné lors de son procès en mars 1985 compte tenu de la prescription des faits (le délai étant alors de 3 ans). En août 1987, il est à nouveau inculpé, cette fois-ci pour meurtre. Son acte d'accusation précise : « Cox [...] a, avec l’intention de causer la mort de Michael Donald, causé la mort de Michael Donald en l’étranglant avec une corde ». Le 1er février 1988, un nouveau procès s'ouvre mais est annulé au bout de quelques jours après que Bennie Jack Hays, le coaccusé de Cox, se soit effondré en pleine séance pour des raisons médicales. Le 15 mai 1989, Cox comparaît à nouveau devant une cour, qui le déclare coupable de meurtre trois jours plus tard. Le 23 juin 1989, le juge Michael E. Zoghby le condamne à l'emprisonnement à perpétuité.

#### Bennie Jack Hays
Bennie Jack Hays (6 septembre 1915 - 7 août 1993) est le numéro 2 des United Klans of America et le père du meurtrier Henry Francis Hays. Il est suspecté d'être le commanditaire du lynchage et James Knowles l'accuse publiquement de cela, le 4 février 1988, lors du quatrième jour d'audience. Possédant des antécédents de maladies cardiovasculaires, il s'effondre quelques jours après le début de son procès contraignant le juge Michael E. Zoghby à l'annuler à la demande des avocats de la défense. Il meurt des suites d'un infarctus le 7 août 1993 avant d'avoir pu être jugé par la treizième cour de circuit de l'Alabama,,. Son nouveau procès était censé s'ouvrir le 4 octobre 1993.

### Poursuite au civil contre les United Klans of America
En juin 1984, Michael Figures (en), l'avocat de Beulah Mae Donald (en), et Morris Dees (en), le cofondateur du Southern Poverty Law Center déposent une plainte au civil contre les United Klans of America, leur réclamant plus de 10 millions de dollars pour homicide par négligence (en). Le 12 février 1987, un jury entièrement blanc leur donne gain de cause en condamnant les UKA à verser 7 millions de dollars (corrigé de l'inflation, cela équivaut aujourd'hui à près de 17 millions de dollars) à Beulah Mae Donald. Les UKA ne disposant pas d'une telle somme, ils font faillite et leur siège national à Tuscaloosa est saisi et cédé à Beulah Mae Donald qui le revend pour s'acheter sa première maison.

## Commémoration

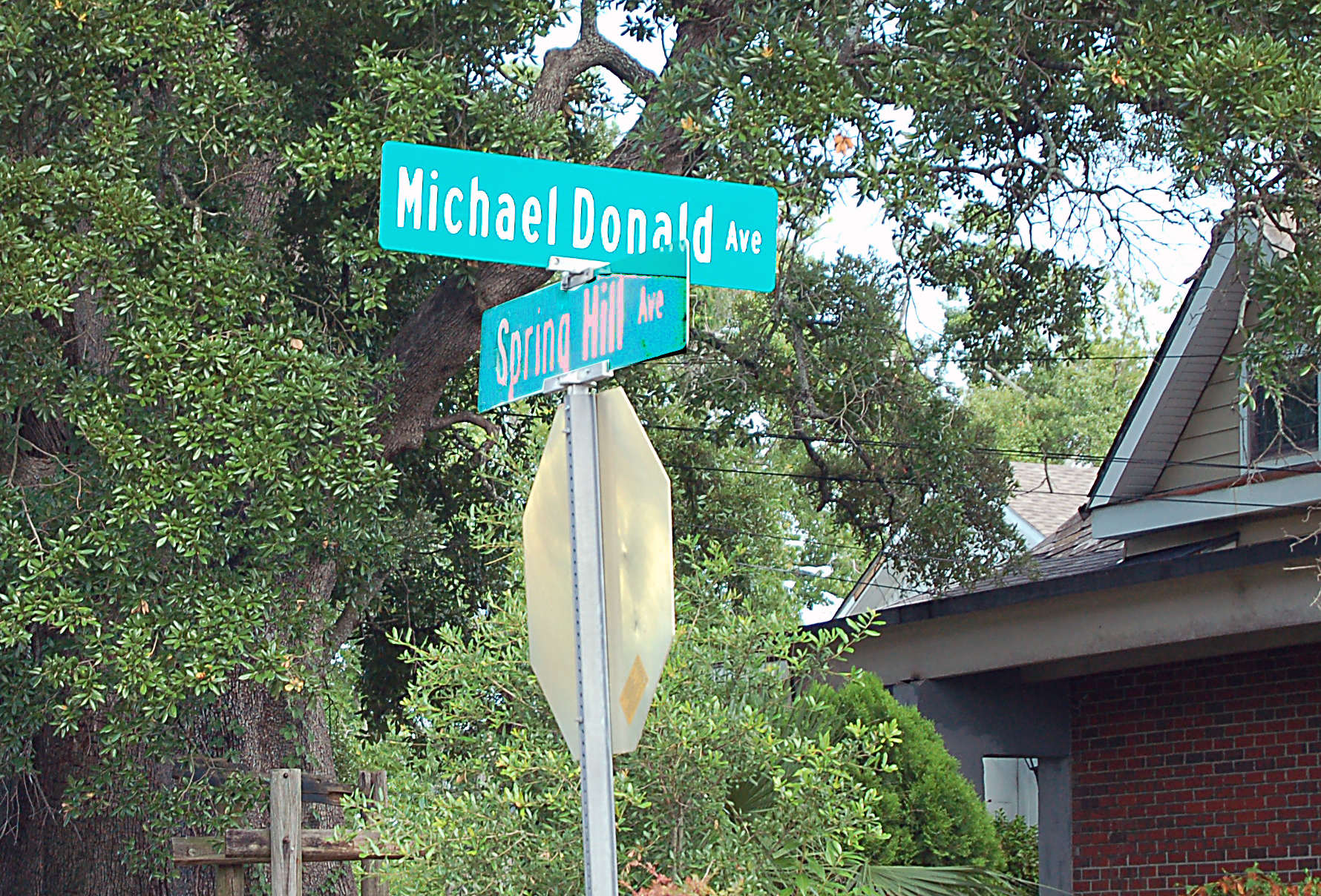
Michael Donald Avenue.

En 2006, Mobile honore la mémoire de Michael Donald en renommant l'avenue Herndon, où les meurtriers avaient pendu son corps. Le premier maire noir de Mobile, Sam Jones, préside un petit rassemblement de la famille de Donald et des dirigeants locaux lors de la commémoration.
Le meurtre de Donald a fait l'objet de plusieurs ouvrages.. La commentatrice politique texane Molly Ivins raconte l'histoire de la famille Donald dans son essai, Beulah Mae Donald, qui paraît dans son anthologie de 1991, Molly Ivins Can't Say That, Can She?. Ravi Howard écrit un roman, Like Trees, Walking (2007), fondé sur le meurtre. Il remporte le prix Ernest J. Gaines d'excellence littéraire en 2008 pour cela. Laurence Leamer écrit un livre, The Lynching: The Epic Courtroom Battle That Brown the Klan (2016), faisant la chronique de l'affaire.
Au cinéma et à la télévision, le film de 1991 Line of Fire (également appelé Blind Hate) dépeint le procès civil lié au meurtre. Ted Koppel créé The Last Lynching, une émission télévisée de Discovery Channel sur l'histoire des droits civils aux États-Unis, diffusée en octobre 2008 et centrée sur le meurtre de Michael Donald, la poursuite pénale de ses assassins et la poursuite civile contre l'UKA. La série Inside American Terror du National Geographic explore le meurtre de Donald dans un épisode de 2008 sur le KKK.